# 柳普乔·格奥尔基耶夫斯基

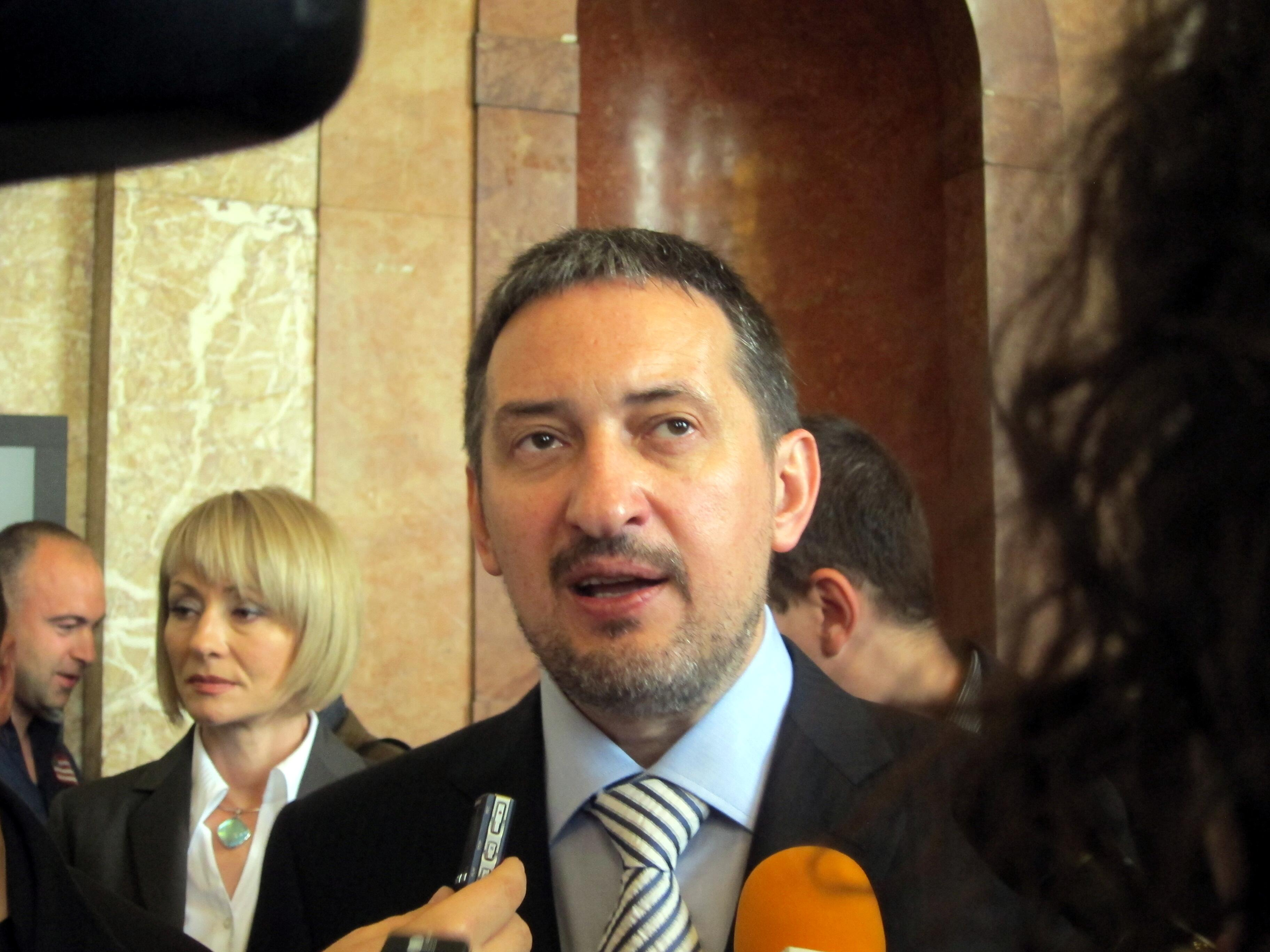
柳普乔·格奥尔基耶夫斯基

柳普乔·格奥尔基耶夫斯基（1966年1月17日—），马其顿共和国裔保加利亚政治家、诗人，曾任马其顿共和国总理和副总统，马其顿内部革命组织人民党领袖。
格奥尔基耶夫斯基1990年参与创建马其顿内部革命组织民族统一民主党，鼓吹独立，反对共产党执政体制，次年出任马其顿副总统，1998年，格奥尔基耶夫斯基击败布兰科·茨尔文科夫斯基，当选为马其顿总理，成为当时世界上最年轻的政府首脑。在任期间，他曾主导马其顿與中华人民共和国断交，改與中華民國建交，其本人也在建交当年访问臺灣，但邦交仅维持了两年就宣告中止。2002年，内部革命组织民族统一民主党在大选中被击败，格奥尔基耶夫斯基与其内阁财政部长尼古拉·格鲁埃夫斯基产生矛盾，最终率支持者出走另组新党马其顿内部革命组织人民党。
在2006年马其顿大选中，人民党惨败，仅得到7个议会席位。其后，格奥尔基耶夫斯基转而申请并获得保加利亚国籍，开始在保加利亚开展政治活动。